# 李包
李包（?—798年），唐朝宋州下邑县（今河南省夏邑县）人，出自赵郡李氏。

## 家族
曾祖父李文愬，官至朝议郎、砀山县令。祖父李连官至朝散大夫、滑州匡城县令。父亲李释之，官至朝散大夫、岷州祐川县令、都水使者，赠宠州刺史、太府卿。母亲冯氏，坊州司马第四女，赠长乐郡夫人，改赠信都郡夫人。

## 生平
李包初任梁州光义府果毅，赐朱章银印。转任京兆甘泉府折冲，赐腰金拖紫。一年多之后，改任左清道率，赐上柱国。三年后，任左金吾卫将军兼光禄卿。擢升为昭武校尉、守本官，兼太常卿。封和政郡王，神策行营商邓等州防遏招讨兵马使。貞元十四年七月二十日去世后，赠汾州刺史。